# Dryocalamus davisonii
Espèce
Synonymes
- Ulupe davisoni Blanford, 1878

Statut de conservation UICN

 LC  : Préoccupation mineure
Dryocalamus davisonii ou Lycodon davisonii est une espèce de serpents de la famille des Colubridae.
Cette couleuvre mord rarement et n'est pas dangereuse pour l'homme.

## Habitat et répartition
Le lycodon davisonii vit dans les arbres, les buissons et au sol des forêts tropicales.
Cette espèce se rencontre  en Birmanie, au Cambodge, au Laos, en Thaïlande et au Viêt Nam.

## Description
Ce serpent a une taille de 60 cm à 1 m de long.
Son corps est noir avec des bandes blanches ou vert pâle. Son ventre est blanc.
Dans sa description Blanford indique que le spécimen en sa possession mesure 71 cm dont 15 cm pour la queue.
La couleuvre dryocalamus davisonii chasse la nuit pour se nourrir des lézards et des geckos.

## Étymologie
Son nom d'espèce lui a été donné en l'honneur de M. Davison qui a collecté, dans la région de Tavoy en Birmanie, le spécimen étudié par  Blanford.

## Publication originale
- Blanford, 1878 : Notes on some Reptilia from the Himalayas and Burma. Journal of the Asiatic Society of Bengal, vol. 2, p. 125-131 (texte intégral).